# 水生植物
水生植物的定義至今仍有爭議，一般是指能夠長期性或周期性在水中或水分飽和土壤中正常生長的植物，如苔藓、蕨类、大型藻类及部分种子植物等，广义上还包括半水生的沼生植物与湿生植物。狭义上，依據葉和根水中生長分布狀況，水生植物可細分為挺水性（emergent）、沉水性（submerged）、浮叶性（floating-leaved）及漂浮性（free-floating）四類。
水生植物可用于於園藝與水族造景，常見的種類大多為藻类及種子植物。主要的繁殖方式是无性繁殖的克隆生长；有些则可藉由有性繁殖传粉。

## 分布
控制水生植物分布的主要因素是被水淹没的深度和时间跨度。但是，也有其他因素控制着水生植物的分布、丰富度和增长形式。这些因素是营养、波浪的扰动、放牧和盐度等。

## 演化
在不同植物家族中的多种生存环境下，演化出了水生维管植物； 它们是链束植物或被子植物（包括單子葉植物及双子叶植物）。海藻不是维管植物，它们是多细胞海洋藻类。因此不属于水生植物。一些水生植物能在盐水中生存。 海草是唯一在全部浸没于咸水时也能生长的被子植物。 在诸如泰来藻属和大叶藻属种中有鲜明的例子。大多数水生植物可以通过开花产生种子繁殖，但许多其他水生植物大部分通过根茎、蘖和切段进行无性生殖。
世界上最大的一种水生植物是亚马逊王莲；最小之一是小浮萍。许多小水生动物把浮萍作为藏身处，或者作为逃离捕食者的庇护所；但植被越多，就可能会有更多捕食者。其他一些常见的水生植物包括莕菜属、睡莲科、莲属、和凤眼蓝。

## 水生植物分类（按漂浮类型）
根据增长方式，水生植物可以分为：
- 挺水型
- 浮叶型
- 沉水型
- 漂浮型

### 挺水型
挺水型是生自水中，但突出水面，表现为一部分暴露在空气中。这种植物统称为挺水型
这种形态的水生植物可能是因为在阴暗的水面中及与沉水型的竞争下发展而来，这种生长方式使光合作用更为高效。主要的在空气中的特征是有花，并且和花相关的生殖过程。挺水形态允许植物通过风以及飞行的昆虫进行授粉。
许多物种属于挺水型，包括芦苇属、纸莎草、香蒲属、Butomus和菰属。一般能在沼泽中发现这些植物生长。但比起其他植物，他们通常没有竞争力。比如千屈菜作为挺水型可能会生长在水中，但其在沼泽或仅仅是在潮湿的地面也能长的茂盛。

### 浮叶型
浮叶型具有连接在基板或湖底或溪流的根系系统。并且有在水面漂浮的叶子。一般的浮叶水生植物如睡莲、菱角、台灣萍蓬草。

### 沉水型
沉水型完全生长在水面以下，具有连接在基板的根系系统（如：聚藻）或不具有根系系统（如：金鱼藻、水蘊草）。

### 漂浮型
漂浮型可见悬于水面并且根系系统与基板、沉淀物或水体底部不连接。这种水生植物很容易随风逐流，也是蚊子的滋生地。漂浮型的典型如浮萍、布袋蓮、大薸等。

## 水生植物分类
对于水生植物，许多可行的分类建立于形态学上。其中一个例子包括如下六种：
- Amphiphytes：适应完全沉水以及在陆地生存
- Elodeids：具有茎秆，在沉水环境下度过整个生命周期，或仅是花在水面上。
- Isoetid（英语：Isoetid）：在沉水环境下度过整个生命周期的Rosette（英语：Rosette）植物。
- Helophytes（英语：Helophytes）：在底部扎根，但是叶片在水面以上的植物。
- Pleuston（英语：Pleuston）：在水面上自由漂浮的维管植物。

## 水域生态系统中水生植物的功能
水生植物在水域生态系统中有着许多生态系统功能，并且也为人类社会服务。其中重要的功能之一是从水中摄取溶解营养素（氮与磷）。 除直接摄取营养外, 水生植物间接影响营养循环，尤其是在水生植物根系与芽间生存的细菌功能基团的反硝化作用间接对氮的循环起作用。 水生植物通过降低悬浮固体的速度以促进其沉降。 水生植物可以通过稳定土壤表面以阻止土壤侵蚀。 水生植物在其他非结构化的水体中也提供空间异质性。由水生植物提供的栖息地复杂性也可能会增加鱼类和无脊椎动物的分类以及其密度。

## 使用及重要性

### 粮食作物
人类使用一些水生植物作为食物来源。包括菰属（wild rice）、菱角（water caltrop）、荸荠（Chinese water chestnut）、 莲（ Indian lotus）、蕹菜（water spinach）和西洋菜（watercress）。

### 流域健康指标
水城植物群的减少可能表示水质问题或者水体生态变化。如上问题可能是大浊度，除草剂过多，或盐化引起的。 相反地，过高的营养等级可能产生过多的水生植物这种情况可能会干扰lake processing。
水生植物等级很容易采样，并且无需实验室分析。通过其简单计算丰富指数也很简单。

### 治疗潜在来源
植物化学和药理学方面的研究表明淡水水生植物，例如崩大碗、莲、西洋菜、蕹菜和水龙是抗癌与抗氧化的有潜力且天然的产品。
水龙的茎和根热水提取物，以及Monochoria hastata （页面存档备份，存于）的果实、叶、茎被发现含有脂氧合酶抑制活性。水龙叶的热水提取物对alpha-glucosidase表现出的抑制活性比acarbose的提取物更为有效。

## 参看
- 陸生植物

## 外部連結
- Advice for Planting Aquatic Plants
- 水生植物目錄（可搜尋） （页面存档备份，存于）
- [http://www.wetland.org.tw/about/hope/hope17/17-4.htm （页面存档备份，存于） 什麼是|bot=InternetArchiveBot |fix-attempted=yes }}
- 水生植物種類
- 水草資料庫-香港水族網 （页面存档备份，存于）
- 常见的水生植物有哪些？ （页面存档备份，存于）
- 室内水生植物有哪些？ （页面存档备份，存于）